# Ghostwire: Tokyo
Ghostwire: Tokyo (ゴーストワイヤー トウキョウ?, Gōsutowaiyā: Tōkyō) è un gioco di avventura dinamica del 2022 sviluppato da Tango Gameworks e pubblicato da Bethesda Softworks. Il gioco è stato distribuito in tutto il mondo il 25 marzo 2022 in esclusiva per un anno su PlayStation 5 e Windows. Successivamente è stato rilasciato per Xbox Series X il 12 aprile 2023.

## Trama
Il gioco inizia con uno spirito (Kazuhiko Inoue) che sorvola la scena di un incidente stradale. Lo spirito è alla ricerca di un corpo da possedere e decide di impossessarsi di un ragazzo di nome Akito (Kensuke Nishi) che è a terra privo di sensi per l'incidente. Al risveglio, Akito controlla ancora il suo corpo a eccezione della mano destra, che è controllata dallo spirito. Subito dopo una nebbia terrificante appare nell'area e trasforma in spirito chiunque venga avvolto da essa. Akito viene risparmiato, ma un uomo misterioso con una maschera di Han'nya (Shunsuke Sakuya), noto solo come Hannya, si presenta vicino all'area e usa un incantesimo per evocare delle entità malvagie e sigillare gli spiriti in gabbie in tutta Shibuya. Ad Akito viene detto dallo spirito che ha bisogno di lui per dare la caccia ad Hannya per fermarlo, ma lui convince lo spirito a lasciarlo andare all'ospedale locale per controllare sua sorella, Mari (Asami Seto).
Lo spirito concede ad Akito poteri basati sulla spiritualità per aiutarlo a combattere le entità malvagie evocate da Hannya. Quando i due raggiungono la stanza di Mari in ospedale, scoprono che Hannya vuole usare Mari per una sorta di rituale a causa della sua condizione unica di essere in coma. Quando Akito cerca di interferire, gli alleati di Hannya lo incatenano mentre Hannya pugnala Akito al petto prima di portare via Mari. Viene riprodotto un flashback che mostra che Mari è stata coinvolta in un incendio in casa che l'ha portata in stato comatoso. Akito parla con lo spirito (che dice ad Akito di chiamarlo KK) e accetta di aiutarlo a fermare Hannya. KK salva la vita di Akito e gli dice di andare in un rifugio che KK ha allestito.
Al rifugio KK rivela di aver fatto parte di una squadra di investigatori che ha cercato di fermare Hannya, ma ha fallito. KK dice ad Akito di andare alla torre di osservazione di Kagerie per analizzare la città alla ricerca di indizi, individuando uno degli alleati di Hannya che entra in una stazione dei treni sotterranei. I due seguono e trovano un santuario sotterraneo dove Hannya e i suoi alleati si stanno preparando per il loro rituale. KK rivela che Hannya ha intenzione di rubare abbastanza anime in modo da poter distruggere la barriera tra il mondo dei vivi e dei morti in modo che possa stare con sua moglie e sua figlia per sempre nella sua versione contorta del paradiso. L'alleato di Hannya, che Akito ha seguito, rimane indietro per combattere mentre Hannya e gli altri scappano. La maschera del nemico viene spazzata via rivelando che in realtà è un burattino fatto con il corpo umano di KK. Distratto da questo, il burattino usa i suoi poteri per separare KK da Akito e sigillarlo, lasciando Akito impotente.
Akito si sveglia e riesce a scappare in superficie e torna al rifugio di KK per capire come trovarlo. Lì incontra Rinko, uno dei vecchi partner di KK, che gli consegna la valigetta del pass per pendolari di KK contenente una foto della moglie e del figlio di KK. Rinko dice anche ad Akito che è ancora connesso a KK e di usare la loro connessione per trovarlo e ricongiungersi con lui. Proprio mentre i due si riuniscono, appare una colonna di luce che mostra che Hannya ha iniziato il suo rituale. I due inseguono Hannya e lo affrontano mentre inizia il rituale. Gli altri due alleati nemici affrontano i due rivelandosi come burattini realizzati dalla moglie e dalla figlia di Hannya. La figlia li combatte, ma viene sconfitta e KK chiede ad Akito di estrarre l'incantesimo usato per realizzare il burattino. Tuttavia, è troppo tardi poiché Hannya scatena un gigantesco mostro spirituale sulla città e viaggia in profondità nella nebbia tossica.
Hannya porta via Mari per le fasi finali del rituale. Impossibilitato a seguirlo a piedi KK rivela che Rinko ha realizzato una motocicletta su misura in grado di passare attraverso la nebbia. Dopo aver raccolto parti aggiuntive per completarla, i due si gettano nella nebbia. Lungo la strada vengono attaccati dal burattino KK e la moto viene distrutta, ma non prima che i due riescano a incrociarsi. All'ingresso della Tokyo Tower i due vengono attaccati dalla madre fantoccio, ma riescono a sconfiggerla e liberarla. Quando arrivano in cima, Hannya prende Mari e salta nella bocca di un gigantesco mostro spirituale. I due vengono nuovamente attaccati dal burattino di KK, ma insieme lo sconfiggono e lo liberano.
I due saltano nella bocca del mostro spirituale gigante per fermare Hannya una volta per tutte. All'interno passano attraverso una serie di porte che mostrano sia i ricordi di Akito che quelli di Mari. Rivelando che Akito era una persona emotivamente chiusa, ancora di più dopo la morte dei suoi genitori. Con la perdita dei suoi genitori e la freddezza di Akito nei suoi confronti ha portato Mari in una depressione quasi suicida. I due eroi raggiungono Hannya mentre apre un cancello diretto agli inferi. Prima che possa finire il rituale, però, lo spirito di Mari lo ferma e fa esplodere Hannya nel cancello. Quando il suo spirito inizia a svanire, dice ad Akito che il suo incidente non è stato colpa sua. Rivela di aver avuto la possibilità di sfuggire al fuoco, ma è tornata indietro per prendere le fedi nuziali dei genitori poiché erano l'unica cosa che avevano lasciato di loro. Quando Mari muore, Hannya ritorna e si fonde con gli spiriti di sua figlia e sua moglie diventando una mostruosa fusione. I due eroi lo finiscono per sempre, liberando tutte le anime catturate da Hannya. Gli spiriti dei genitori di Akito arrivano per scortare Mari nell'aldilà mentre Akito le promette che da quel momento in poi condurrà una bella vita. Quando la crisi viene scongiurata, Akito torna nel mondo dei vivi mentre lo spirito di KK lascia il suo corpo.

## Modalità di gioco
Ghostwire: Tokyo è un gioco di azione e avventura in prima persona. Il giocatore può usare varie abilità psichiche e paranormali per sconfiggere i fantasmi e gli spiriti che infestano Tokyo. Il combat director Shinichiro Hara ha descritto il combattimento come "l'incontro fra il karate e la magia", poiché il personaggio del giocatore utilizza i movimenti delle mani ispirati ai gesti delle mani del Kuji-kiri per lanciare incantesimi. Quando un nemico perde la maggior parte della sua salute, il suo nucleo viene esposto e il giocatore può usare le mosse di eliminazione per distruggerlo. Sconfiggendo questi spiriti e raccogliendo Yokai, il personaggio raccoglierà punti spirito e risorse utilizzate per potenziare le proprie abilità.

## Sviluppo
Nel giugno 2019, durante la conferenza stampa di Bethesda Softworks all'E3 2019, Shinji Mikami e il direttore creativo Ikumi Nakamura hanno annunciato Ghostwire: Tokyo, un gioco di azione e avventura con elementi horror. Nakamura si è poi dimesso da Tango Gameworks nel settembre 2019, lasciando lo studio dopo nove anni. A differenza della serie di videogiochi The Evil Within, Ghostwire è principalmente un gioco di azione e avventura anziché un gioco survival horror, sebbene il gioco conservi ancora alcuni temi e elementi horror. Shinichiro Hara, che ha lavorato al combattimento di Doom del 2016, si è unito a Tango per aiutare il team a creare il combattimento nel gioco. Secondo lui, il combattimento nel gioco, che è stato in gran parte ispirato dal Kuji-kiri e dalle arti marziali, ha consentito alla squadra di "mettere molto più movimento e personalità nell'azione del giocatore poiché le mani del giocatore sono estensioni organiche del personaggio". Il gioco utilizza Unreal Engine 4.
Il 21 settembre 2020, la società madre di Bethesda Softworks, ZeniMax Media e Microsoft hanno annunciato l'intenzione di Microsoft di acquistare ZeniMax e i suoi studi, incluso Tango Gameworks, per 7,5 miliardi di dollari, incorporando gli studi come parte di Xbox Game Studios, con la vendita finalizzata il 9 marzo 2021. Phil Spencer, capo di Xbox Game Studios, ha affermato che questo accordo non avrebbe influito sul piano preesistente per il rilascio di Ghostwire: Tokyo come esclusiva per console su PlayStation 5, e il gioco sarebbe finalmente arrivato su console Xbox almeno un anno dopo il rilascio iniziale.   Coloro che hanno preordinato la Deluxe Edition tramite PlayStation Store hanno ottenuto l'accesso anticipato al gioco il 22 marzo 2022. Il gioco è stato pubblicato per PlayStation 5 e Windows il 25 marzo 2022.

## Accoglienza
| Testata                          | Versione | Giudizio |
| -------------------------------- | -------- | -------- |
| Metacritic (media al 22-03-2022) | PS5      | 75/100   |
| Multiplayer.it                   | -        | 7.5/10   |

Ghostwire: Tokyo ha ricevuto recensioni "generalmente favorevoli" dalla critica, secondo l'aggregatore di recensioni Metacritic.
I recensori hanno attribuito le  carenze, dovute alla modalità meno reale e più antiquata degli elementi d'azione del gioco,  a una "diversa era del design del gioco d'azione", mentre altri, sebbene abbiano recensito positivamente il titolo, hanno riconosciuto il minor mercato di destinazione , proprio a causa di quelle diverse modalità in uno stile di gioco precedente.
Il combattimento è stato criticato per la mancanza di profondità a causa della mancanza di combo, l'albero delle abilità è stato ritenuto rudimentale, il movimento lento e impreciso, ma è stato comunque elogiato per la sua presentazione accattivante, la sensazione cinetica e l'uso del controller DualSense. Il movimento è stato anche criticato perché lento e impreciso durante il combattimento. Diversi recensori hanno ritenuto che la premessa di Ghostwire: Tokyo fosse in gran parte avvincente e che la sua storia e i suoi personaggi fossero scritti in modo accurato, ma che nessuno di questi elementi fosse completamente realizzato tecnicamente.
Molti recensori hanno anche affermato che il gioco sembrava particolarmente privo di ispirazione e ripetitivo , e che non è riuscito a creare nulla di nuovo o interessante con la sua premessa in termini di gameplay. Hanno anche ritenuto che la struttura del gioco dei cancelli da liberare fosse in gran parte ripetitiva e hanno criticato il potenziale sottoutilizzato del mondo aperto, troppo lineare e privo di imprevisti. Lo stile visivo e il tema, l'atmosfera, il design duro e la scala compatta del mondo sono stati ampiamente elogiati.
Alcune missioni secondarie sono state lodate per le loro idee più strane, il design accattivante e la breve durata, mentre altre sono state criticate per essere non interessanti  e ripetitive. Le caratteristiche dei nemici sono state fortemente elogiate, in particolare  i loro disegni inquietanti, ma sono state criticate per la mancanza di varietà e il design ripetitivo. I boss in particolare sono stati ritenuti di livello deludente.
Prima del rilascio, un certo numero di recensori ha notato problemi tecnici con la versione PC del gioco, citando lo stuttering come un problema.
La versione PlayStation 5 di Ghostwire: Tokyo è stato il sesto gioco più venduto durante la prima settimana di vendita in Giappone, con 10.144 copie fisiche vendute.

## Controversie sulla localizzazione occidentale
Come per altri videogiochi giapponesi usciti recentemente, la localizzazione in lingua inglese del gioco, e quindi estesa al resto dell'Occidente (Nord America ed Europa), è stata criticata e accusata di aver volutamente alterato i dialoghi per inserire propaganda politica anticapitalista, in contrasto e non tipica della cultura e della società giapponese e non presente nella versione originale del gioco. Nel gioco, c'è una scena in cui lo spirito KK dice ad Akito "Dopotutto, ho trovato il tuo arco all'interno di un santuario", Akito risponde chiedendo "Intendi dire 'rubato'?", e mentre nella versione originale giapponese lo spirito risponde dicendo semplicemente "Chi lo sa? Davvero.", nella versione localizzata in Occidente il personaggio dice "La proprietà in sé è furto, ragazzo." ("All property is theft, kid."), e i recensori occidentali sono stati portati a credere che questa frase sia stata concepita e voluta per essere inclusa in questo modo nel gioco originale giapponese come nella versione localizzata in Occidente. Lo slogan "La proprietà è un furto!" fu coniato dall'anarchico socialista francese Pierre-Joseph Proudhon nel 1840. Questo è bizzarro e in contrasto con il personaggio di KK, considerando che nella sua vita, prima di diventare uno spirito, era un poliziotto.